# PDS 456
PDS 456是位於巨蛇座尾部邊境靠近蛇夫座的一個電波寧靜類星體 。這個類星體的紅移 Z=0.184，相當於7億2,600萬秒差距，是距離地球最近的類星體之一。這個類星體是於1997年被卡洛斯·托羅斯（Carlos Torros）在Pico dos Dias巡天計畫中發現的。由於這個類星體是如此的接近，所以非常年輕，很適合做進一步的研究：例如，觀察類星體和極亮紅外星系（ULIRG）之間的關聯性。

## 外部連結
- PDS 456（页面存档备份，存于） auf dem Frankfurt Quasar Monitoring
- Schwarzes Loch bläst Sternentstehung aus（页面存档备份，存于） auf Zeit Online